# В'язинська сільська рада
В'язинська сільська рада (біл. Вязынскі  сельсавет) — адміністративно-територіальна одиниця в складі Вілейського району розташована в Мінській області Білорусі. Адміністративний центр — В'язинь.
В'язинська сільська рада розташована на межі центральної Білорусі, у північній частині Мінської області орієнтовне розташування — супутникові знимки [Архівовано 25 серпня 2011 у WebCite], на південний схід від Вілейки.
До складу сільради входять 33 населені пункти:
- Березово
- Буйли
- Дуровичі
- В'язинка
- В'язинь
- Ярмоличі
- Єсманівці
- Кобузи
- Заозер'я
- Кухти
- Кучки
- Латиголь
- Левкове
- Лісна
- Лоєвщина
- Лугові
- Матчиці
- Нестерки
- Озерець
- Петрашово
- Понятичі
- Розпілля
- Редьковичі
- Роговичі
- Рибчанка
- Ромейки
- Седиця
- Селище
- Тригузи
- Тяпинці
- Фальки
- Чехи
- Щуки